# 고이즈미 게이지
고이즈미 게이지(일본어: 小泉 圭二, 1976년 7월 28일 ~ )는 일본의 전 축구 선수이다.

## 구단 경력
과거 방포레 고후에서 활동하였다.